# Yoshiko Iwata
Yoshiko Iwata (jap. 岩田 良子, Iwata Yoshiko; * 27. März 1971 in der Präfektur Osaka) ist eine japanische Badmintonspielerin.

## Karriere
Yoshiko Iwata nahm 2000 zusammen mit Haruko Matsuda im Damendoppel an den Olympischen Sommerspielen in Sydney teil. Sie verlor dabei in Runde zwei und wurde somit 9. in der Endabrechnung. 1996 und 1998 gewann sie die japanischen Einzelmeisterschaften, 2003 die US Open und die French Open.

## Sportliche Erfolge
| Saison    | Veranstaltung                               | Disziplin   | Platz | Name                           |
| --------- | ------------------------------------------- | ----------- | ----- | ------------------------------ |
| 1992      | Asienmeisterschaft                          | Damendoppel | 3     | Yoshiko Iwata / Fujimi Tamura  |
| 1996      | Japan: Einzelmeisterschaften                | Damendoppel | 1     | Yoshiko Iwata / Haruko Matsuda |
| 1997      | Indonesian Open                             | Damendoppel | 3     | Yoshiko Iwata / Haruko Matsuda |
| 1997      | Taiwan Open                                 | Damendoppel | 2     | Haruko Matsuda / Yoshiko Iwata |
| 1997/1998 | Dänemark: Internationale Meisterschaften    | Damendoppel | 2     | Yoshiko Iwata / Haruko Matsuda |
| 1998      | Japan Open                                  | Damendoppel | 5     | Yoshiko Iwata / Haruko Matsuda |
| 1998      | Japan: Einzelmeisterschaften                | Damendoppel | 1     | Haruko Matsuda / Yoshiko Iwata |
| 1999      | Taiwan Open                                 | Damendoppel | 5     | Haruko Matsuda / Yoshiko Iwata |
| 1999/2000 | Deutschland: Internationale Meisterschaften | Damendoppel | 2     | Yoshiko Iwata / Haruko Matsuda |
| 2000      | Olympia                                     | Damendoppel | 9     | Yoshiko Iwata / Haruko Matsuda |
| 2000      | All England                                 | Damendoppel | 5     | Yoshiko Iwata / Haruko Matsuda |
| 2000      | Japan Open                                  | Damendoppel | 5     | Haruko Matsuda / Yoshiko Iwata |
| 2000      | Polish Open                                 | Damendoppel | 1     | Haruko Matsuda / Yoshiko Iwata |
| 2000      | Swedish Open                                | Damendoppel | 2     | Yoshiko Iwata / Haruko Matsuda |
| 2003      | French Open                                 | Damendoppel | 1     | Yoshiko Iwata / Miyuki Tai     |
| 2003      | Carebaco-Meisterschaft                      | Damendoppel | 1     | Yoshiko Iwata / Miyuki Tai     |
| 2003      | Ballarat International                      | Damendoppel | 1     | Yoshiko Iwata / Miyuki Tai     |
| 2003      | US Open                                     | Damendoppel | 1     | Yoshiko Iwata / Miyuki Tai     |
| 2003      | Croatian International                      | Damendoppel | 1     | Miyuki Tai / Yoshiko Iwata     |
| 2003      | Giraldilla International                    | Damendoppel | 1     | Yoshiko Iwata / Miyuki Tai     |
| 2004      | Peru International                          | Damendoppel | 1     | Yoshiko Iwata / Miyuki Tai     |